# マダガスカル (映画)
『マダガスカル』（Madagascar）は、2005年のCGアニメーション映画。ドリームワークス・アニメーション作品。ニューヨークの動物園から逃げ出した4頭の動物たちが繰り広げるコメディである。
2008年に続編『マダガスカル2』、2012年に『マダガスカル3』、2014年にスピンオフの『ペンギンズ FROM マダガスカル ザ・ムービー』が製作された。

## ストーリー
ライオンのアレックス、シマウマのマーティ、キリンのメルマン、カバのグロリアは親友同士。ニューヨークにあるセントラル・パーク動物園でそれなりに快適な生活を送っていた。しかし、ある日シマウマのマーティは、野生の世界への憧れから、動物園を脱走してしまう。そしてマーティの脱走を知ったアレックス達も、彼を動物園へ連れ戻そうと、脱走騒ぎを起こしてしまうのだった。結果、脱走は失敗に終わったが、動物達をアフリカ・ケニアの自然へ送り返すことが決まる。そのアフリカ行きの船旅の途中で障害が発生し、4頭が流れ着いた先はアフリカ大陸ではなく、マダガスカルだった。
人間のいないマダガスカルの自然の中で、ニューヨークの生活にすっかり馴染んだ4頭の、新しい生活が始まった。

## 登場人物

### 主要人物
アレックス
本作の主人公のライオン。セントラル・パーク動物園の人気者。ダンスが得意でステーキが大好物。マーティとは幼馴染で仲がいいが、マーティが野生に出たと知って以来、仲違いしてしまう。その後、マーティと和解するも野生に飛び出したことで、彼の本性が出てしまう。
マーティ
シマウマ。チームのムードメーカーで、動物園ではギャグで盛り上げる。本作で10歳の誕生日を迎え、いつか「野生の生活に出たい」という憧れを持つ。それがマーティの人生を変えることになる。
グロリア
カバ。チームの紅一点。チームの中では一番の力持ちで、喧嘩するアレックスとマーティのお目付け役。
メルマン
キリン。チームの中では一番背が高いが、臆病で病気持ち。

### ペンギンズ
隊長
ペンギンズのリーダー。マーティを「白黒仲間」と呼び、彼に「野生へ出る」と語る。しかし、彼らの着いた野生は想像以上に最悪だったので、マダガスカルで暮らすことを決意する。
新人
ペンギンズでは見習いで最年少。オトリ役になるなど不運な目にあう。
コワルスキー
ペンギンズの頭脳担当。他のメンバーと比べて背が高く、ほっそりとしている。
リコ
ペンギンズのトラブルメーカー。見た目は隊長に似ているが、ほとんど話さない。口の中から物を出すことが可能。

### 動物園
メイソン&フィル
サルのコンビ。紳士口調で話すのがメイソンで、喋らない代わりにジェスチャーで会話するのがフィル。フィルは字の読み書きができ、それをメイソンが通訳する。

### マダガスカル
キング・ジュリアン
ワオキツネザル。マダガスカル島の王様で、キツネザルのリーダー。ダンスが大好き。フォッサに襲われてばかりで、アレックスを用心棒にするも、彼の本性を知った直後に彼を追放するが、逆にフォッサを追い払ったことで彼を認めるようになる。
モーリス
アイアイ。キング・ジュリアンの執事。アレックスを「フォッサより危険だ」と思っており、彼の本性をマーティ達に語る。
モート
コビトキツネザル。キング・ジュリアンの付き添い。当初はアレックスを怖がっていたが、いつの間にか友好的になっていた。子供っぽく無邪気で、可愛らしい一面も。
フォッサ
マダガスカルに住む肉食獣。キツネザルを次々と襲っては、食い殺している。しかし、最後はアレックスによって敗北し、マダガスカルから追放される。

## 日本語版
日本語版の主要な配役には、専門の声優ではなく、俳優やコメディアンが起用された。マーティ役の柳沢慎吾は、劇中にアドリブで自分のギャグを使用したことを、インタビューの中で明らかにしている。

## 声の出演
| 役名               | 原語版                           | 日本語吹き替え |
| ------------------ | -------------------------------- | -------------- |
| アレックス         | ベン・スティラー                 | 玉木宏         |
| マーティ           | クリス・ロック                   | 柳沢慎吾       |
| グロリア           | ジェイダ・ピンケット＝スミス     | 高島礼子       |
| メルマン           | デヴィッド・シュワイマー         | 岡田義徳       |
| キング・ジュリアン | サシャ・バロン・コーエン         | 小木博明       |
| モーリス           | セドリック・ジ・エンターテイナー | 矢作兼         |
| モート             | アンディ・リクター               | 山口勝平       |
| ペンギンズ隊長     | トム・マクグラス                 | 山崎弘也       |
| ペンギンズ新人     | クリストファー・ナイツ           | 柴田英嗣       |
| コワルスキー       | クリス・ミラー                   | 手塚秀彰       |
| リコ               | ジェフリー・カッツェンバーグ     | 関貴昭         |
| メイソン           | コンラッド・ヴァーノン           | チョー         |

## スタッフ
- 監督・脚本：エリック・ダーネル、トム・マクグラス
- 製作：ミレイユ・ソレア（英語版）
- 共同製作：テレサ・チェン
- 音楽：ハンス・ジマー

## ゲーム
2005年、GBA、GC、DSで8月11日に、PS2で8月25日に『マダガスカル』が発売された。GC版とPS2版はToys for Bobが開発し、GBA版とDS版はVicarious Visionsが開発している為、家庭用のGC版、PS2版と携帯用のGBA版、DS版ではシステム内容が異なっている。日本での販売は株式会社バンダイが担当。